# Касас-де-Дон-Гомес
Касас-де-Дон-Гомес (ісп. Casas de Don Gómez) — муніципалітет в Іспанії, у складі автономної спільноти Естремадура, у провінції Касерес. Населення — 336 осіб (2010).
Муніципалітет розташований на відстані близько 250 км на захід від Мадрида, 60 км на північ від Касереса.

## Демографія
Динаміка населення (INE ):